# Ed Koch
Edward Irving „Ed“ Koch (12. prosince 1924, New York, Spojené státy americké – 1. února 2013 tamtéž) byl americký právník, politik a politický komentátor. V letech 1969 až 1977 byl členem americké Sněmovny reprezentantů, v letech 1978–1989 (po tři funkční období) byl starostou New Yorku.

## Mládí
Narodil se 12. prosince 1924 v newyorské čtvrti Bronxu do rodiny konzervativních židů, jeho otec pracoval v divadle v Newarku. V roce 1943 byl odveden do americké armády a poté sloužil v druhé světové válce jako pěšák u 104. pěchotní divize. Vylodil se ve francouzském Cherbourg v září 1944 a bojoval v bitvě v Hürtgenském lese a v bitvě v Ardenách. V roce 1946 byl z armády propuštěn v hodnosti seržanta.
Po návratu do New Yorku studoval na City College of New York a New York University School of Law a v roce 1948 získal titul v oboru práva.

## Celostátní politika

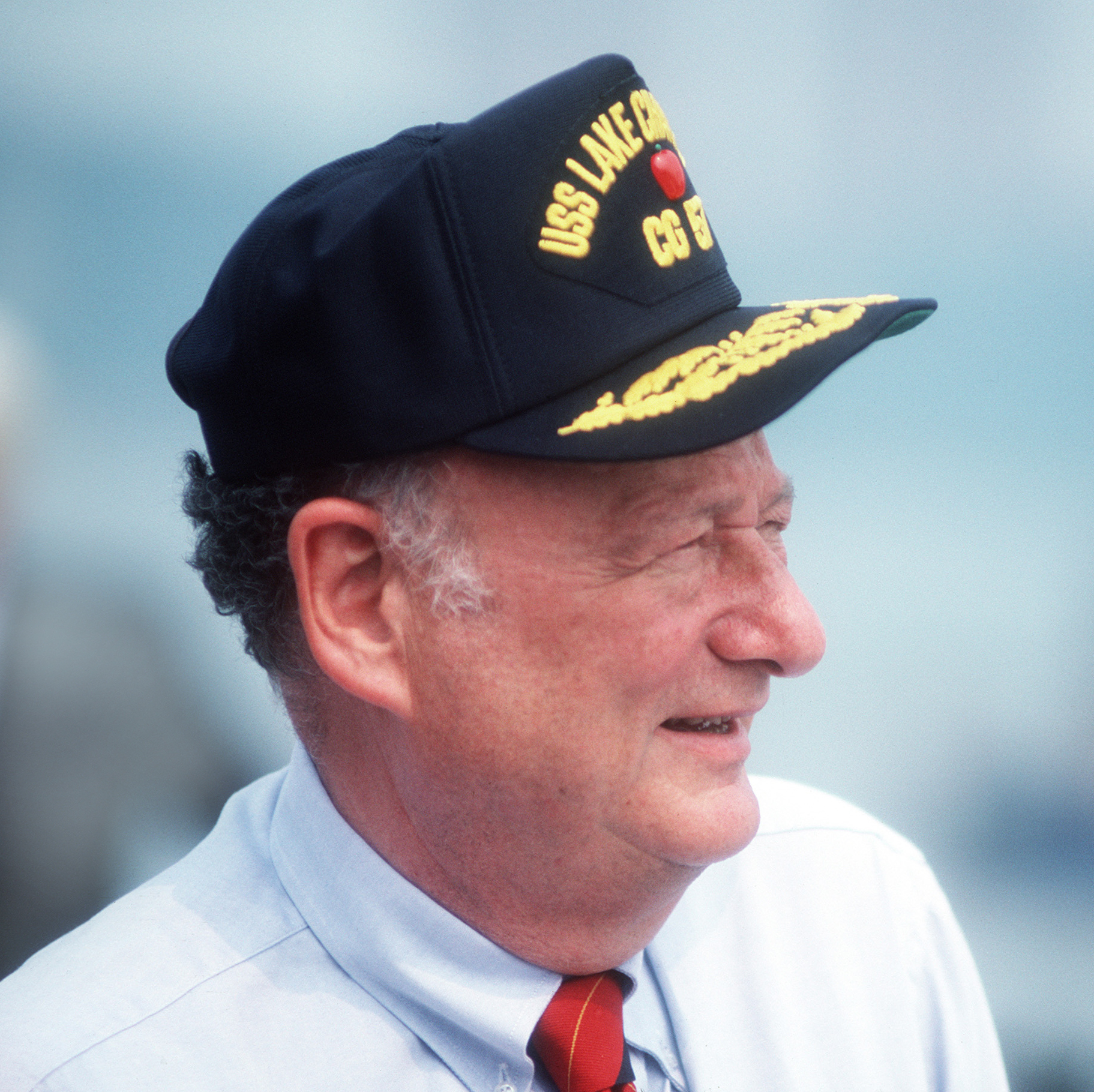
Ed Koch 12. srpna 1988

Koch byl členem Sněmovny reprezentantů za Demokratickou stranu. Nejprve byl od 3. ledna 1969 do 3. ledna 1973 reprezentantem newyorského 17. okrsku, poté byl až do 31. prosince 1977 reprezentantem 18. okrsku. Funkce se vzdal, aby se stal starostou.

## Starostou New Yorku
Do funkce starosty města byl Koch zvolen poprvé v roce 1977. Původně byl v předvolebních průzkumech poslední, klíčem k vítězství byla podle jeho slov mediální podpora, kterou mu posléze poskytly noviny New York Post mediálního magnáta Ruperta Murdocha.